# Fernando da Costa Tourinho Filho
Fernando da Costa Tourinho Filho (Nova Viçosa, 20 de junho de 1926) é um advogado, autor, professor e promotor de justiça aposentado pelo Ministério Público de São Paulo. Possui graduação em Direito pela Faculdade de Direito da Bahia e especialização em Direito. É autor de diversas obras sobre o Direito Processual Penal Brasileiro, sendo um dos principais autores desta matéria no Brasil. Um dos professores mais antigos da graduação de Direito. Ocupa a cadeira de Direito Processual Penal da Universidade de Araraquara. É um experiente jurista, devido ao seu conhecimento lógico-jurídico e oratória brilhante. Palestrante virtuoso. Destaca-se por ser um dos mais antigos juristas atuantes no Brasil.
Livros
- Manual de Processo Penal
- Processo Penal (com 4 volumes)
- Prática de Processo Penal
- Comentários à Lei dos Juizados Criminais